# Hilamann
Hilamann is een Amerikaans historisch merk van motorfietsen.
De bedrijfsnaam was: A.L. Hilamann Motorcycle Company, Moorestown, New Jersey.
A.L. Hilamann begon in 1906 met de productie van eencilinder-motorfietsen, maar vanaf 1912 leverde hij ook 7- en 8pk-kop/zijklep-V-twins met sterke frames. In 1915 werd de productie beëindigd.